# Dorstenia gypsophila
Dorstenia gypsophila là một loài thực vật có hoa trong họ Moraceae. Loài này được Lavranos mô tả khoa học đầu tiên năm 1972.